# Cataleptodius taboganus
Cataleptodius taboganus is een krabbensoort uit de familie van de Xanthidae. De wetenschappelijke naam van de soort is voor het eerst geldig gepubliceerd in 1912 door Rathbun.